# Gamma de Brúixola
Gamma de Brúixola és una estrella de magnitud 4a de la constel·lació de Brúixola. És classificada com una estrella gegant de composició semblant al Sol, i se situa a una distància estimada de 209 anys llum del sistema solar.